# Jesús Olmo Lozano
Jesús Olmo Lozano (Barcelona, España, 24 de enero de 1985) es un futbolista español que juega como defensa central y actualmente juega en el Cartagena F. C.

## Trayectoria
Es un futbolista barcelonés que dio sus primeros pasos en la UE Cerro Penya Blaugrana Trinitat Vella en el barrio de la Trinitat Vella, Barcelona, España. Fue formado en las filas inferiores del FC Barcelona, llegando a jugar escasos minutos con el primer equipo en la temporada 2006/2007, ya que debutó con el primer equipo a las órdenes de Frank Rijkard y dio el salto a la Segunda División con el Racing de Ferrol en la 2007-2008.
Más tarde estuvo jugando en el Elche CF, Puertollano y en la temporada, (2013-2014), militó como defensor en el CE Sabadell de la Segunda División de España. 
En verano de 2014 Olmo se convirtió en jugador del CF Reus Deportiu, aceptando el gran proyecto deportivo liderado por el máximo accionista del club Joan Oliver, club en el que jugaría hasta la mitad de la temporada 2018/19, cuando el club catalán es retirado de la competición, disputando la cifra de 79 partidos en tres temporadas con el C.F. Reus Deportiu.
En enero de 2019, volvió al Elche CF de la Liga 123, firmando lo que restaba de temporada, tras su paso durante dos temporadas (2008-2009 y 2009-2010).
El 14 de agosto de 2019 abandonó el Elche y regresó al CE Sabadell. En 2020, consigue el ascenso a la Segunda División tras derrotar en los playoffs al Atlético B, la Cultural Leonesa y el Barça B.
En 2021 se desvincula del CE Sabadell.

## Clubes
| Club                                    | País   | Temporada | Partidos | Goles |    |   |
| --------------------------------------- | ------ | --------- | -------- | ----- | -- | - |
| UE Cerro Penya Blaugrana Trinitat Vella | España | 1995-1996 | 30       | 3     | 3  | 0 |
| Categorías inferiores FC Barcelona      | España | 1997-2004 | 289      | 10    | 12 | 2 |
| FC Barcelona B                          | España | 2005-2006 | 20       | 0     | 1  | 0 |
| FC Barcelona B                          | España | 2006-2007 | 32       | 1     | 14 | 3 |
| Racing de Ferrol                        | España | 2007-2008 | 27       | 1     | 10 | 1 |
| Elche CF                                | España | 2008-2009 | 17       | 0     | 7  | 1 |
| Elche CF                                | España | 2009-2010 | 2        | 0     | 1  | 0 |
| CD Puertollano                          | España | 2010-2011 | 28       | 0     | 7  | 4 |
| CE Sabadell                             | España | 2011-2014 | 27       | 3     | 7  | 2 |
| CF Reus Deportiu                        | España | 2014-2019 | 79       | 0     |    |   |
| Elche CF                                | España | 2019      |          |       |    |   |
| CE Sabadell                             | España | 2019-2021 |          |       |    |   |